# آدم راندل
آدم راندل (بالإنجليزية: Adam Rundle)‏ هو لاعب كرة قدم بريطاني في مركز الوسط، ولد في 8 يوليو 1984 في ساوث شيلدز ‏ في المملكة المتحدة. لعب مع نادي تشيسترفيلد ونادي دارلنجتون ونادي روتشديل ونادي روذرهام يونايتد ونادي غيتزهد ونادي كارلايل يونايتد ونادي كورك سيتي ونادي مانسفيلد تاون ونادي موركامب.

## وصلات خارجية
- آدم راندل على موقع قاعدة بيانات كرة القدم.إي يو (الإنجليزية)
- آدم راندل على موقع Soccerbase.com (لاعب) (الإنجليزية)